# Triancyra prolata
Triancyra prolata là một loài tò vò trong họ Ichneumonidae.